# روبرت فريك
روبرت فريك (بالألمانية: Robert Fricke)‏ هو رياضياتي وأستاذ جامعي ألماني، ولد في 24 سبتمبر 1861 في هلمشتيت في ألمانيا، وتوفي في 18 يوليو 1930 في باد هاغزبورغ في ألمانيا.